# Ärmlinge

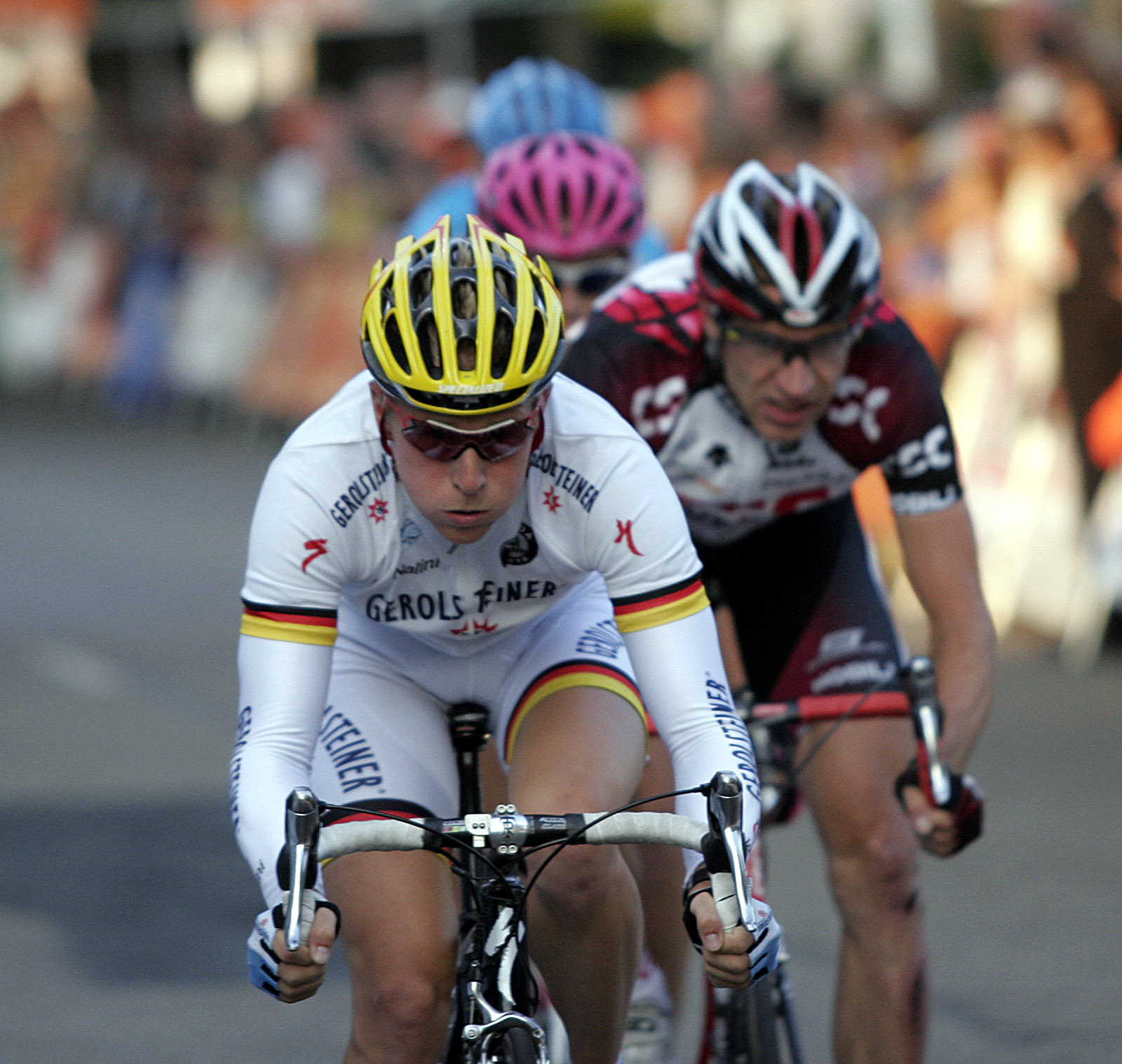
Fabian Wegmann mit Ärmlingen – Der nachfolgende Jens Voigt fährt ohne Ärmlinge

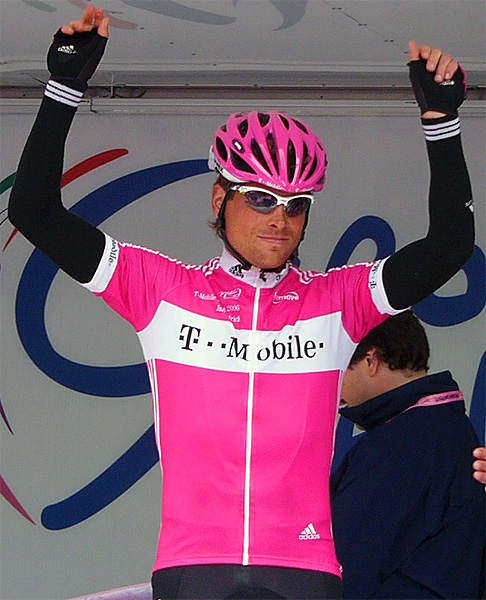
Jan Ullrich mit schwarzen Ärmlingen

Ärmlinge, häufig auch als Armlinge bezeichnet, sind eine Form der Armkleidung. Im Prinzip handelt es sich um einzelne Ärmel zum Überstreifen über die Arme. Sie reichen vom Oberarm bis zum Handgelenk.
Ärmlinge werden – ähnlich den Beinlingen – vor allem von Radsportlern als Funktionskleidung verwendet, um sich bei wechselhaftem Wetter schnell den Witterungsbedingungen anpassen zu können. Die eng anliegenden Ärmlinge sollen so vor Kälte und Feuchtigkeit schützen. Sie werden aus hochelastischen Kunstfasern hergestellt. Am oberen Ende schließen die Ärmlinge mit dem Radtrikot ab. Gummibänder verhindern das Abrutschen. Ärmlinge sind eine flexibel einsetzbare Alternative zu einem Langarmtrikot.
Daneben werden Ärmlinge auch als Schutzkleidung in verschiedenen Industriezweigen und der Medizintechnik verwendet.
Bis Mitte des 19. Jahrhunderts trugen zumeist Buchhalter und Schriftsetzer Ärmlinge oder Ärmelschoner als Schmutzschutz.